# Chan Hao-ching
Chan Hao-ching (Taichung, 19 de Setembro de 1993), também conhecida como Angel Chan, é uma tenista profissional de taiwanesa, especialista em duplas.
É irmã da tenista Chan Yung-jan (Latisha Chan).

## Carreira profissional

### 2024
Hao iniciou a temporada no Hobart International. Na chave de simples, não passou pela qualificatória. Já na chave de duplas, teve um excelente desempenho e com sua parceira Giuliana Olmos foram campeãs do torneio.
Dando início à temporada em quadras de saibro, Hao participou do Porsche Tennis Grand Prix na chave de duplas, onde, com a parceira Veronika Kudermetova, foram campeãs, vencendo a dupla Ulrikke Eikeri [en] / Ingrid Neel [en] na final em jogo de três sets.

## Finais de Grand Slam

### Duplas Mistas: 1 (1 vice)
| Status | Ano  | Campeonato | Piso  | Parceiro   | Oponentes                      | Placar   |
| ------ | ---- | ---------- | ----- | ---------- | ------------------------------ | -------- |
| Perdeu | 2014 | Wimbledon  | Grama | Max Mirnyi | Nenad Zimonjić Samantha Stosur | 4–6, 2–6 |

## Finais de Premier Mandatory & Premier 5

### Duplas: 1 (1 vice)
| Status | Ano  | Campeonato | Piso | Parceira     | Oponentes              | Placar           |
| ------ | ---- | ---------- | ---- | ------------ | ---------------------- | ---------------- |
| Perdeu | 2013 | Toquio     | Duro | Liezel Huber | Cara Black Sania Mirza | 6–4, 0–6, [9–11] |

## Finais WTA e WTA Challenger

### Duplas: 13 (8 títulos, 5 vices)
| Legenda                                      |
| -------------------------------------------- |
| Grand Slam (0–0)                             |
| WTA Tour (0–0)                               |
| Tier I / Premier Mandatory & Premier 5 (0–1) |
| Tier II / Premier (1–2)                      |
| Tier III, IV & V / International (5–2)       |
| 125K Series (2-0)                            |

| Finais por Piso |
| --------------- |
| Duro (5–4)      |
| Grama (1–0)     |
| Saibro (2–1)    |

| Status | N. | Data     | Torneio                                         | Piso         | Parceira                | Oponentes                                  | Placar           |
| Perdeu | 1. | Fev 2012 | Pattaya Women's Open, Pattaya, Tailândia        | Duro         | Chan Yung-jan           | Sania Mirza Anastasia Rodionova            | 6–3, 1–6, [8–10] |
| Perdeu | 2. | Mar 2012 | Malaysian Open, Kuala Lumpur, Malásia           | Duro (i)     | Rika Fujiwara           | Chang Kai-chen Chuang Chia-jung            | 5–7, 4–6         |
| Venceu | 1. | Nov 2012 | Taipei WTA Ladies Open, Taipei, Taiwan          | Carpete (i)  | Kristina Mladenovic     | Chang Kai-chen Olga Govortsova             | 5–7, 6–2, [10–8] |
| Venceu | 2. | Jan 2013 | Shenzhen Open, Shenzhen, China                  | Duro         | Chan Yung-jan           | Irina Buryachok Valeria Solovyeva          | 6–0, 7–5         |
| Venceu | 3. | Mai 2013 | Portugal Open, Oeiras, Portugal                 | Saibro       | Kristina Mladenovic     | Darija Jurak Katalin Marosi                | 7–6(7–3), 6–2    |
| Perdeu | 3. | Ago 2013 | Southern California Open, Carlsbad, EUA         | Duro         | Janette Husárová        | Raquel Kops-Jones Abigail Spears           | 4-6, 1-6         |
| Perdeu | 4. | Set 2013 | Toray Pan Pacific Open, Tokyo, Japão            | Duro         | Liezel Huber            | Cara Black Sania Mirza                     | 6–4, 0–6, [9–11] |
| Perdeu | 5. | Abr 2014 | Family Circle Cup, Charleston, EUA              | Saibro verde | Chan Yung-jan           | Anabel Medina Garrigues Yaroslava Shvedova | 6–7(4–7), 2–6    |
| Venceu | 4. | Abr 2014 | Malaysian Open, Kuala Lumpur, Malásia           | Duro         | Tímea Babos             | Chan Yung-jan Zheng Saisai                 | 6-3, 6-4         |
| Venceu | 5. | Jun 2014 | Aegon International, Eastbourne, Reino Unido    | Grama        | Chan Yung-jan           | Martina Hingis Flavia Pennetta             | 6-3, 5-7, [10-7] |
| Venceu | 6. | Nov 2014 | OEC Taipei WTA Challenger, Taipei, Taiwan       | Carpete (i)  | Chan Yung-jan           | Chang Kai-chen Chuang Chia-jung            | 6–4, 6–3         |
| Venceu | 7. | Fev 2015 | PTT Thailand Open, Pattaya, Tailândia           | Duro         | Chan Yung-jan           | Shuko Aoyama Tamarine Tanasugarn           | 2–6, 6–4, [10–3] |
| Venceu | 8. | Mai 2015 | Nürnberger Versicherungscup, Nürnberg, Alemanha | Saibro       | Anabel Medina Garrigues | Lara Arruabarrena Raluca Olaru             | 6–4, 7–6(7–5)    |
| Venceu | 9. | Jan 2024 | Hobart International, Hobart, Austrália         | Duro         | Giuliana Olmos          | Guo Hanyu Jiang Xinyu                      | 6–3, 6–3         |